# Phaeogenes fur
Phaeogenes fur är en stekelart som beskrevs av Embrik Strand 1918. Phaeogenes fur ingår i släktet Phaeogenes och familjen brokparasitsteklar. Inga underarter finns listade i Catalogue of Life.